# Перимеда
Перимеда (др.-греч. Περιμήδη) — героиня древнегреческой мифологии, дочь Эола и Энареты. От Ахелоя родила Ореста и Гипподаманта. Согласно схолиям к Пиндару (Ol. III 28) жена Форонея.